# Berdeniella
Berdeniella és un gènere d'insectes dípters pertanyent a la família dels psicòdids que es troba a Europa (incloent-hi el Caucas, Txèquia i Eslovàquia) i l'Àfrica del Nord (Algèria).

## Taxonomia
- Berdeniella alemannica (Wagner, 1983)
- Berdeniella alpina (Wagner, 1975)
- Berdeniella badukina (Vaillant & Joost, 1983)
- Berdeniella belmontica (Vaillant, 1976)
- Berdeniella betrandi (Vaillant, 1976)
- Berdeniella bistricana (Krek, 1972)
- Berdeniella bodoni (Salamanna & Raggio, 1984)
- Berdeniella boreonica (Vaillant, 1976)
- Berdeniella brauxica (Vaillant, 1976)
- Berdeniella bucegica (Vaillant, 1976)
- Berdeniella calabricana (Wagner, 1994)
- Berdeniella cambuerina (Vaillant, 1958)
- Berdeniella caprai (Salamanna & Sarà, 1980)
- Berdeniella carinthiaca (Wagner, 1977)
- Berdeniella chvojkai (Ježek, 1998)
- Berdeniella desnensis (Jezek, 2006)
- Berdeniella dispar (Sarà, 1958)
- Berdeniella elkeae (Wagner, 1975)
- Berdeniella fedilae (Salman, 1984)
- Berdeniella freyi (Berdén, 1954)
- Berdeniella gardinii (Salamanna & Raggio, 1984)
- Berdeniella gereckei (Wagner, 1994)
- Berdeniella glacialis (Vaillant, 1958)
- Berdeniella globulifera (Vaillant, 1976)
- Berdeniella globulosa (Wagner, 1977)
- Berdeniella graeca (Wagner, 2005)
- Berdeniella granulosa (Vaillant, 1976)
- Berdeniella gredosica (Vaillant, 1958)
- Berdeniella helvetica (Sarà, 1957)
- Berdeniella hovassei (Vaillant, 1961)
- Berdeniella huescana (Vaillant, 1958)
- Berdeniella illiesi (Wagner, 1973)
- Berdeniella incisa (Sarà, 1958)
- Berdeniella jahoriniensis (Krek, 1972)
- Berdeniella jaramensis (Wagner, 1983)
- Berdeniella jezeki (Wagner, 2005)
- Berdeniella julianensis (Ježek, 2002)
- Berdeniella kocii (Jezek, 2006)
- Berdeniella longispinosa (Vaillant, 1958)
- Berdeniella lucasii (Satchell, 1955)
- Berdeniella lucasioides (Salamanna & Sarà, 1980)
- Berdeniella magniseta (Sarà, 1953)
- Berdeniella manicata (Tonnoir, 1920)
- Berdeniella matthesi (Jung, 1956)
- Berdeniella nevadensis (Vaillant, 1976)
- Berdeniella nivalis (Vaillant, 1976)
- Berdeniella ordesica (Wagner, 1977)
- Berdeniella pyrenaica (Vaillant, 1976)
- Berdeniella ramosa (Vaillant, 1976)
- Berdeniella salamannai (Wagner, 1983)
- Berdeniella sardoa (Salamanna, 1983)
- Berdeniella schumpkanica (Vaillant & Joost, 1983)
- Berdeniella sieberti (Wagner, 1977)
- Berdeniella sievecki (Wagner, 1982)
- Berdeniella stavniensis (Krek, 1969)
- Berdeniella thermalis (Vaillant, 1976)
- Berdeniella thomasi (Vaillant, 1976)
- Berdeniella tuberosa (Krek, 1972)
- Berdeniella unispinosa (Tonnoir, 1919)
- Berdeniella vaillanti (Krek, 1967)
- Berdeniella vanosica (Vaillant, 1976)
- Berdeniella vimmeri (Ježek, 1995)
- Berdeniella zoiai (Salamanna, 1983)
- Berdeniella zwicki (Wagner, 1983)[7][4][8][9][10][11]